# Горно поле-Балабаница
Горно поле-Балабаница (на македонска литературна норма: Горно Поле-Балабаница) е археологически обект, некропол от Желязната епоха и Ранната античност край щипското село Стар Караорман, Северна Македония.

## Местоположение
Намира се на 1 km южно от селото, от лявата страна на пътя за Щип. Представлява продълговато голямо плато с площ от десетина хектара, което от северозападната и югозападната страна има стръмни склонове към коритото на Брегалница и нейните притоци суходолия, а от североизточната страна плавно се спуска към Благова река (Маджарица).

## Описание
В 1958 година голям брой малки могили (около 500), с каменни конструкции, съдържащи кремации и трупополагания, са унищожени чрез дълбока оран и подготовка на терена за лозови насаждения. Щипският музей извършва пробни проучвания, при които са определени приблизителният брой и организацията на могилите, начинът на погребване и тяхната хронологична възраст. В 1959 година са извършени други разкопки в централната част на платото, където Иван Микулчич открива погребения от V век пр.н.е. Останки от могили, както и гробни дарове, се срещат и днес по цялата повърхност на полето.
Находките се пазят в Щипския музей.